# Stéphane Demol
Pour les articles homonymes, voir Demol.
Stéphane Demol, né le 11 mars 1966 à Watermael-Boitsfort (Bruxelles) en Belgique et mort le 22 juin 2023 à Bruxelles en Belgique, est un footballeur international belge.

## Biographie
Après des études littéraires, Stéphane Demol signe un contrat professionnel avec Anderlecht. Ce défenseur connaît ensuite de nombreux clubs : Bologne (Italie), FC Porto (Portugal), Toulouse (France), Standard de Liège (Belgique), Sporting Braga (Portugal), Panionios Athènes (Grèce), Lugano, SC Toulon...
Il dispute deux coupes du monde avec l'équipe de Belgique.
Lors du Mondial 1986 au Mexique, il inscrit un but en huitièmes de finale lors de la victoire des Diables rouges contre l'URSS.
Il est l'entraîneur du Sporting de Charleroi de juillet 2009, jusqu'à sa démission le 31 octobre 2009.
Début décembre 2012, il est nommé entraineur du club thaïlandais du BEC Tero Sasana. Il est remercié en avril 2013.
Il meurt d'un arrêt cardiaque le 22 juin 2023 à l'âge de 57 ans.

## Palmarès

### Club
- Champion de Belgique (1985-86-87) et vainqueur de la coupe de Belgique (1988) avec Anderlecht
- Champion du Portugal (1990) avec le FC Porto
- Vainqueur de la coupe de Belgique (1993) avec le Standard de Liège

### Équipe nationale
- International belge (38 sélections/1 but)
- 4e place de la Coupe du Monde 1986

### Individuel
- Kicker FIFA World Cup All-Star Team: 1986[8]
- Meilleur joueur étranger de la Primeira Liga: 1989-90[9]
- World Soccer magazine World XI: 1990[10]

## Sources
- Marc Barreaud, Dictionnaire des footballeurs étrangers du championnat professionnel français (1932-1997), L'Harmattan, 1997.
- Sport Foot Magazine, 19 mars 2008, 8e année, n° 12, pp. 48-53.